# التاتو (فريمان)
التاتو (بالفارسية: التاتو) هي مستوطنة تقع في قسم بالابند الريفي (مقاطعة فريمان) في إيران. يقدر عدد سكانها بـ 379 نسمة بحسب إحصاء 2016.